# Safiran Airlines
Safiran Airlines (Perzisch: هواپیمايی سفیران) was een Iraanse luchtvaartmaatschappij met haar thuisbasis in Teheran.

## Geschiedenis
Safiran Airlines is opgericht in 1988.

## Diensten
Safiran Airlines voerde lijnvluchten uit naar:(mei 2007)
Binnenland:
- Ahwaz, Kish eiland, Mashad, Sary,Teheran.

Buitenland:
- Damascus, Dubai, Isparta, Istanbul.

## Vloot
De vloot van Safiran Airlines bestaat uit:(mei 2007)
- 1 Boeing B737-300
- 1 Hesa IRan-140 (AN140)